# Municipi de Silkeborg
El municipi de Silkeborg és un municipi danès que va ser creat l'1 de gener del 2007 com a part de la Reforma Municipal Danesa, integrant els antics municipis de Gjern, Kjellerup i Them amb el de Silkeborg. El municipi és situat al centre de la península de Jutlàndia, a la Regió de Midtjylland i abasta una superfície de 864 km² i forma part de la Regió metropolitana de l'est de Jutlàndia (Byregion Østjylland) que comprèn 17 municipis i una població de més d'1,2 milions de persones, el que representa al voltant del 23% de la població del país.
La ciutat més important i seu administrativa del municipi és Silkeborg (41.979 habitants el 2009). Altres poblacions del municipi:
- Alderslyst
- Ans
- Balle Sogn
- Bryrup
- Demstrup
- Fårvang
- Funder
- Gjern
- Gjessø
- Gødvad
- Grauballe
- Hjøllund
- Hvinningdal
- Kjellerup
- Kragelund
- Laven
- Linå
- Resenbro
- Salten
- Sejs-Svejbæk
- Sjørslev
- Skægkær
- Sorring
- Svejbæk
- Them
- Thorning
- Vinderslev
- Virklund
- Voel

## Consell municipal
Resultats de les eleccions del 18 de novembre del 2009:
| Partit                       | vots  | % vots |
| ---------------------------- | ----- | ------ |
| Socialdemokratiet            | 12909 | 28,7   |
| Det Radikale Venstre         | 1058  | 2,4    |
| Det Konservative Folkeparti  | 4733  | 10,5   |
| Socialistisk Folkeparti      | 7402  | 16,5   |
| Silkeborg Borgerliste        | 593   | 1,3    |
| Liberal Alliance             | 243   | 0,5    |
| Kristendemokraterne          | 350   | 0,8    |
| Dansk Folkeparti             | 3335  | 7,4    |
| Venstre                      | 13392 | 29,8   |
| Enhedslisten - De Rød-Grønne | 916   | 2,0    |

### Alcaldes
| Alcalde             | Període               | Partit                      |
| ------------------- | --------------------- | --------------------------- |
| Jens Erik Jørgensen | 1-1-2007 a 31-12-2009 | Det Konservative Folkeparti |
| Hanne Bæk Olsen     | 1-1-2010 a ----       | Socialdemokratiet           |